# Temporada de furacões no oceano Atlântico de 1978
A temporada de furacões no Atlântico de 1978 foi um evento no ciclo anual de formação de ciclones tropicais. A temporada começou em 1 de junho e terminou em 30 de novembro de 1978. No entanto, a formação da tempestade subtropical Um marcou o início bem antecipado da temporada ao se formar em 18 de janeiro. Estas datas delimitam convencionalmente o período de cada ano quando a maioria dos ciclones tropicais tende a se formar na bacia do Atlântico.
A atividade da temporada de furacões no Atlântico de 1978 ficou pouco acima da média, com um total de 12 tempestades dotadas de nome e cinco furacões, sendo que dois destes atingiram a intensidade igual ou superior a um furacão de categoria 3 na escala de furacões de Saffir-Simpson.
No final de julho e início de julho, a tempestade tropical Amelia formou-se ao largo da costa do Texas, Estados Unidos, atingindo a costa poucas horas depois. Amelia causou mais de 20 milhões de dólares em prejuízos e 30 fatalidades. No final de agosto, a tempestade tropical Debra atingiu a costa do golfo dos Estados Unidos, causando duas fatalidades. Em meados de setembro, o furacão Greta afetou o norte da Venezuela e atingiu com severidade a América Central, e causou cinco fatalidades e 75 milhões de dólares em prejuízos.

## Nomes das tempestades
Os nomes abaixo foram usados para dar nomes às tempestades que se formaram no Atlântico Norte em 1978. Essa foi a última vez que apenas nomes femininos foram usados para dar nome a sistemas tropicais no Atlântico. A partir de 1979, nomes masculinos foram introduzidos em uma série de seis listas, sendo que cada lista é usada a cada seis anos.
| - Amelia - Bess - Cora - Debra - Ella - Flossie - Greta | - Hope - Irma - Juliet - Kendra - Louise (sem usar) - Martha (sem usar) - Noreen (sem usar) | - Ora (sem usar) - Paula (sem usar) - Rosalie (sem usar) - Susan (sem usar) - Tanya (sem usar) - Vanessa (sem usar) - Wanda (sem usar) |

Devido à relativa ausência de impactos, nenhum nome foi retirado da lista.